# Phyllodromica harzi
Phyllodromica harzi es una especie de cucaracha del género Phyllodromica, familia Ectobiidae. Fue descrita científicamente por harzi Chládek en 1977.
Habita en Eslovaquia y Hungría.